# Bató (mitologia)
Bató (en grec antic Βάτων), va ser, segons la mitologia grega, el conductor del carro d'Amfiarau, l'heroi tebà.
Era, com Amfiarau, un descendent de Melamp. Davant de les set portes de Tebes, va sofrir la mateixa sort que el seu amo. Se'l va empassar la terra quan Periclimen estava a punt d'encalçar-los. Amfiarau, el seu carro i l'auriga Bató van desaparèixer per l'escletxa que havia obert un llamp de Zeus. Se li van retre honors divins. Una altra tradició diu que després de la mort d'Amfiarau, Bató va fugir a una ciutat d'Il·líria, on va morir al cap dels anys.